# Mark, Mary & Some Other People
Mark, Mary & Some Other People ist eine Filmkomödie von Hannah Marks, die im Juni 2021 beim Tribeca Film Festival ihre Premiere feierte und Anfang November 2021 in die US-Kinos kam.

## Handlung
Mark und Mary führen eine offene Beziehung und sind sich einig darüber, dass sie weiterhin Sex mit anderen Partnern haben.

## Produktion

### Stab und Besetzung
Regie führte Hannah Marks, die auch das Drehbuch schrieb. Es handelt sich nach der Tragikomödie After Everything aus dem Jahr 2018 um Marks’ zweiten Film hinter der Kamera.
Ben Rosenfield und Hayley Law spielen in den Titelrollen Mark und Mary. Odessa A’zion spielt Lana. In weiteren Rollen sind Nik Dodani, Matt Shively, Sofia Bryant, Gillian Jacobs, Joe Lo Truglio, Steve Little, Kelli Berglund, Haley Ramm, Peter Williams und Lea Thompson zu sehen.

### Filmmusik und Veröffentlichung
Die Filmmusik komponiert Patrick Stump von der Alternative-Rockband Fall Out Boy. Das Soundtrack-Album soll von Crush Music veröffentlicht werden. Anfang November 2021 veröffentlichte Crush Music bereits den Song Holy Toledo!, den die Band Green Day für den Film beisteuerte.
Die Premiere erfolgte am 10. Juni 2021 beim Tribeca Film Festival. Am 5. November 2021 kam der Film in ausgewählte US-Kinos.

## Rezeption

### Kritiken
Die Kritiken waren bislang gemischt. So stieß er bei 58 Prozent der bei Rotten Tomatoes aufgeführten Kritiker auf positives Echo.

### Auszeichnungen
Tribeca Film Festival 2021
- Auszeichnung für das Beste Drehbuch (Hannah Marks)
- Nominierung im U.S. Narrative Competition[8][9][10]